# أدريان مارسيل
أدريان مارسيل (بالإنجليزية: Adrian Marcel) هو مغن مؤلف ومغني أمريكي، ولد في 22 مايو 1990 في أوكلاند في الولايات المتحدة.

## وصلات خارجية
- أدريان مارسيل على موقع ميوزك برينز (الإنجليزية)
- أدريان مارسيل على موقع أول ميوزيك (الإنجليزية)